# Lithocarpus floccosus
Lithocarpus floccosus C.C.Huang & Y.T.Chang – gatunek roślin z rodziny bukowatych (Fagaceae Dumort.). Występuje naturalnie w Chinach – w prowincjach Fujian, Guangdong (na wschodzie) oraz Jiangxi (w części południowej).

## Morfologia
PokrójZimozielone drzewo dorastające do 7–10 m wysokości.
LiścieBlaszka liściowa ma owalny lub eliptyczny kształt. Mierzy 5–10 cm długości oraz 1,5–3 cm szerokości, jest całobrzega, ma klinową nasadę i ostry lub ogoniasty wierzchołek. Ogonek liściowy jest nagi i ma 10 mm długości.
OwoceOrzechy o stożkowatym kształcie, dorastają do 15 mm średnicy. Osadzone są pojedynczo w miseczkach w kształcie kubka, które mierzą 10–15 mm średnicy. Orzechy otulone są w miseczkach do 20–35% ich długości.

## Biologia i ekologia
Rośnie w wiecznie zielonych lasach. Występuje na wysokości od 500 do 700 m n.p.m. Kwitnie od maja do czerwca, natomiast owoce dojrzewają od lipca do sierpnia.